# Турнір п'яти націй 1990
Турнір п'яти націй 1990 — 61-й турнір із серії Турнірів п'яти націй — щорічної регбійної конкуренції між основними збірними північної півкулі або 96 за рахунком турнір (враховуючи турніри домашніх націй). Турнір проводився з 16 січня по 24 березня 1990 року.
В турнірі взяло участь п'ять команд: Англія, Ірландія, Франція, Шотландія та Уельс. 
Збірна Шотландії виграла турнір з результатом 13-7 проти Англії та здобула Великий Шолом перший раз з 1984 року. Шотландія здобула перемогу в турнірі п'яти націй уже в 13 раз. В роках 1978, 1984 та 1990 в фінальному матчі за Великий Шолом зустрілись дві команди, що здобули по три перемоги кожна. Крім цього, вони завоювали Потрійну Корону та Кубок Калькути. Трофей Мілленіума дістався збірній Англії. Друге місце належало Англії, третє — Франції, четверте — Ірландії і останнє місце дісталось збірній Уельсу.

## Учасники
У турнірі п'яти націй 1990 року взяли участь команди:
| Країна    | Стадіон              | Місто    | Головний тренер          |
| --------- | -------------------- | -------- | ------------------------ |
| Англія    | Твікенем             | Лондон   | Джефф Кук                |
| Франція   | Парк де Пренс        | Париж    | Жак Фуру                 |
| Ірландія  | Ленсдаун Роуд        | Дублін   | Кіран Фіцджеральд        |
| Шотландія | Мюррейфілд           | Единбург | Іан МакГічейн            |
| Уельс     | Національний стадіон | Кардіфф  | (Джон Раян) Рон Вальдрон |

## Таблиця
| Місце | Збірна    | Матчі     | Матчі   | Матчі | Матчі    | Бали | Бали  | Бали    | Результати |
| Місце | Збірна    | Розіграно | Виграно | Нічия | Програно | За   | Проти | Різниця | Результати |
| ----- | --------- | --------- | ------- | ----- | -------- | ---- | ----- | ------- | ---------- |
| 1     | Шотландія | 4         | 4       | 0     | 0        | 60   | 26    | +34     | 8          |
| 2     | Англія    | 4         | 3       | 0     | 1        | 90   | 26    | +64     | 6          |
| 3     | Франція   | 4         | 2       | 0     | 2        | 67   | 78    | -11     | 4          |
| 4     | Ірландія  | 4         | 1       | 0     | 3        | 36   | 75    | -39     | 2          |
| 5     | Уельс     | 4         | 0       | 0     | 4        | 42   | 90    | −48     | 0          |

## Результати

### Перший тиждень
| 20 січня 1990 |

| Уельс                                                  | 19 — 29 | Франція                                                                                               |
| ------------------------------------------------------ | ------- | --- |
| Спроби: Тітлі Пенальті: Торбурн (4) Дроп-гол: Д. Еванс |         | Спроби: Камбераберо Лафонд Лажіске Л. Родрігез Селя Реалізація: Камбераберо (3) Пенальті: Камбераберо |

| Національний стадіон, Кардіфф К-ть глядачів: 58000 |

| 20 січня 1990 |

| Англія                                                                                  | 23 — 0 | Ірландія |
| --------------------------------------------------------------------------------------- | ------ | -------- |
| Спроби: Егертон Гаскотт Пробін Андервуд Реалізація: Ходгкінсон (2) Пенальті: Ходгкінсон |        |          |

| Твікенем, Лондон |

### Другий тиждень
| 3 лютого 1992 |

| Ірландія                                      | 10 — 13 | Шотландія                                              |
| --------------------------------------------- | ------- | ------------------------------------------------------ |
| Спроби: Дж. Фіцджеральд Пенальті: Кіернан (2) |         | Спроби: Вайт (2) Реалізація: Чалмерс Пенальті: Чалмерс |

| Ленсдаун Роуд, Дублін |

| 3 лютого 1992 |

| Франція                          | 7 — 26 | Англія                                                                              |
| -------------------------------- | ------ | ----------------------------------------------------------------------------------- |
| Спроби: Лажіске Пенальті: Шарвет |        | Спроби: Карлінг Гаскотт Р. Андервуд Реалізація: Ходгкінсон Пенальті: Ходгкінсон (4) |

| Парк де Пренс, Париж К-ть глядачів: 49,370 |

### Третій тиждень
| 17 лютого 1990 |

| Шотландія                                                                     | 21 — 0 | Франція |
| ----------------------------------------------------------------------------- | ------ | ------- |
| Спроби: Колдер Тукало Реалізація: Чалмерс (2) Пенальті: Чалмерс (2), Гастінгс |        |         |

| Мюррейфілд, Единбург К-ть глядачів: 58,000 |

| 17 лютого 1990 |

| Англія                                                                                   | 34 — 6 | Уельс                              |
| ---------------------------------------------------------------------------------------- | ------ | ---------------------------------- |
| Спроби: Карлінг Хілл Р. Андервуд (2) Реалізація: Ходгкінсон (3) Пенальті: Ходгкінсон (4) |        | Спроби: Дейвіс Реалізація: Торбурн |

| Твікенем, Лондон |

### Четвертий тиждень
| 3 березня 1990 |

| Франція                                                                          | 31 — 12 | Ірландія              |
| -------------------------------------------------------------------------------- | ------- | --------------------- |
| Спроби: Лажіске Меснел (2) Реалізація: Камбераберо (2) Пенальті: Камбераберо (5) |         | Пенальті: Кіернан (4) |

| Парк де Пренс, Париж К-ть глядачів: 45,077 |

| 3 березня 1990 |

| Уельс                                                  | 9 — 13 | Шотландія                            |
| ------------------------------------------------------ | ------ | ------------------------------------ |
| Спроби: A. Джонс Реалізація: Торбурн Пенальті: Торбурн |        | Спроби: Кронін Пенальті: Чалмерс (3) |

| Національний стадіон, Кардіфф |

### П'ятий тиждень
| 17 березня 1990 |

| Шотландія                             | 13 — 7 | Англія                               |
| ------------------------------------- | ------ | ------------------------------------ |
| Спроби: Стенжер Пенальті: Чалмерс (3) |        | Спроби: Гаскотт Пенальті: Ходгкінсон |

| Мюррейфілд, Единбург |

| 24 березня 1990 |

| Ірландія                                              | 14 — 8 | Уельс                |
| ----------------------------------------------------- | ------ | -------------------- |
| Спроби: Кінгстон МакБрайд Б. Сміт Реалізація: Кіернан |        | Спроби: Форд Луеллін |

| Ленсдаун Роуд, Дублін |